# China Cables
Als China Cables wird ein Leak von geheimen Dokumenten der chinesischen Regierung bezeichnet. Die Dokumente belegen die systematische Verfolgung und Unterdrückung der Uiguren im Alltag und in Umerziehungslagern in Xinjiang, einer autonomen Region in der Volksrepublik China. Sie stammen aus den Jahren 2017 und 2018 und wurden an das Internationale Netzwerk investigativer Journalisten (ICIJ) gegeben. Nach der Veröffentlichung im November 2019 erfuhren die China Cables internationale Aufmerksamkeit.

## Veröffentlichung
Die New York Times veröffentlichte Mitte November 2019 unter der Überschrift Absolutely No Mercy (auf Deutsch: Keine Spur von Nachsicht/Gnade) 403 Seiten des Leaks, nachdem diese von rund 75 Journalisten sowie Medienpartnern und Beratern analysiert worden waren.
Die Dokumente und englischsprachige Übersetzungen stehen auf der Webseite des ICIJ zum Download bereit.

## Inhalt & Analyse
Die Dokumente umfassen 96 Seiten mit bisher nicht veröffentlichten, älteren Ansprachen von Präsident Xi Jinping zum Umgang mit dem angeblichen Minderheitenproblem, ein Gerichtsurteil gegen einen Uiguren und ca. 160 Seiten Handreichungen zum Betrieb dieser speziellen Internierungslager. Eine besondere personelle Verantwortung bei der strategischen Planung liege demnach beim stellvertretenden Parteichef der Region, Zhu Hailun.
Die Dokumente sind von historischer Bedeutung und politischer Brisanz, da sie mit Texten aus der Führungsebene der Kommunistischen Partei Chinas bezeugen, dass Menschen eingesperrt werden und die Lager nicht verlassen dürfen. Die Argumentation der chinesischen Regierung lautete bislang, bei derartigen Lagern handele es sich um „Berufsbildungszentren“, der Aufenthalt dort sei freiwillig. Tatsächlich aber würden die Lagerinsassen dort für mindestens ein Jahr inhaftiert. Zudem legen die Unterlagen nahe, dass China seine Auslandsvertretungen nutzt, um Uiguren im Ausland zu überwachen.

## Reaktionen
Adrian Zenz, ein deutscher Anthropologe und Mitglied der „Victims of Communism Memorial Foundation“, sprach in einem Interview mit tagesschau.de von einem „kulturellen Genozid“. Es handle sich vom Ausmaß her vermutlich um die größte „systematische Internierung einer ganzen ethno-religiösen Minderheit [...] seit dem Holocaust. Es ist eine beispiellose Kampagne der Assimilierung, der Unterdrückung, und der Umerziehung“. Jedoch gehe es China nicht darum, ethnische Minderheiten zu eliminieren, sondern sie langfristig und „auf eine ganz intensive Art und Weise in den chinesischen Staat zu integrieren. Kulturell, religiös, sprachlich, in jeder Hinsicht.“
Im November 2020 berichtet die SZ, dass Experten der australischen Denkfabrik Australian Strategic Policy Institute (ASPI) mithilfe von Satellitenaufnahmen und offiziellen Bauausschreibungen mehr als 300 Internierungslager, Haftlager und Gefängnisse identifiziert hätten, die seit 2017 errichtet oder ausgebaut worden seien. Allein zwischen Juli 2019 und Juli 2020 seien „an mindestens 61 Lagern Neubau- oder Erweiterungsarbeiten“ vorgenommen worden, mindestens 14 weitere Einrichtungen seien noch im Bau.
ASPI-Forscher Nathan Ruser schreibt in dem Bericht, aus dem die SZ zitiert, die verfügbaren Beweise deuteten darauf hin, dass „außergerichtliche Gefangene in Xinjiangs riesigem 'Umerziehungs'-Netzwerk nun formell angeklagt und in Einrichtungen mit höherer Sicherheit eingesperrt oder in ummauerte Fabrikgelände geschickt werden, um dort Zwangsarbeit zu verrichten“. Dafür sprächen auch die Äußerungen von Xi Jinping bei einer Regierungskonferenz im September 2020 in Peking. Dort habe der Parteichef das Vorgehen öffentlich als „völlig korrekt“ bezeichnet und angeordnet, die Strategie langfristig beizubehalten.
Die deutsche Bundesregierung forderte den Zugang von internationalen Experten zu den umstrittenen Lagern, sprach sich aber gegen Sanktionen aus. Man sei „besorgt“, müsse aber im Dialog bleiben. Der Guardian zitierte einen Mitarbeiter der chinesischen Botschaft Londons mit der Aussage, die veröffentlichten Dokumente seien „pure Erfindung und fake news“. Nach dieser Meldung der Tagesschau vom 25. November habe ein Sprecher des chinesischen Außenministeriums gesagt, es handle sich um eine interne Angelegenheit Chinas. Die beste Antwort auf die „verleumderischen Berichte“ sei ein „stabiles und prosperierendes“ Xinjiang.